# Aeroportul Internațional Samarinda
Aeroportul Internațional Samarinda (IATA: AAP, ICAO: WALS) este un aeroport din North Samarinda⁠(d), Samarinda, Kalimantanul de Est, Indonezia ce deservește zona Samarinda. Aeroportul a fost tranzitat în 2022 de 662.454 de pasageri. A fost deschis în 24 mai 2018 și numit după zona deservită.
Situat la o altitudine de 25 m, aeroportul dispune de 1 pistă. Este operat de Ministry of Transportation⁠(d).

## Infrastructură

### Piste
Aeroportul dispune de o singură pistă. Pista 04/22 are suprafața de Bitum și dimensiunile 2.250 m × 45 m. 